# Random-Walk-Theorie
Die Random-Walk-Theorie (RWT) bzw. Theorie der symmetrischen Irrfahrt ist eine Theorie, die den zeitlichen Verlauf von Marktpreisen (insbesondere von Aktienkursen und anderen Wertpapierpreisen) mathematisch beschreibt. Sie wird auch Irrflugstatistik genannt. Der Begriff Random Walk bzw. Symmetrische Irrfahrt ist eine unmittelbare Folgerung der Markteffizienzhypothese.

## Beschreibung
Nach der Random-Walk-Theorie lässt sich ein Kurs auch als Signal auffassen und nach den Lehren der Signaltheorie analysieren und modellieren.
Ein mögliches Modell wäre beispielsweise
{\displaystyle S(t)=T(t)+P(t)+U(t)}
Dabei steht {\displaystyle S(t)} für das Signal, also den Kurs, {\displaystyle T(t)} den Driftanteil, {\displaystyle P(t)} den periodischen Anteil und {\displaystyle U(t)} einen unabhängigen Rauschanteil.
Der Driftanteil und der periodische Anteil werden zum Trend zusammengefasst, der sich durch gleitende Mittelwerte beschreiben lässt. Er ist aufgrund der instantanen Manifestation aller Informationen gleich der Informationseingangsfunktion, d. h. dem wirklichen Informationsgehalt des Kurses. Dieser ist eine Zufallsfunktion, da keine Möglichkeit besteht, den zukünftigen Verlauf vorherzusagen.
Der Threshold ist hier gleichbedeutend mit {\displaystyle U(t)}, dem unabhängigen Rausch-Anteil. Er wird in der Random-Walk-Theorie als informationslos angenommen. Es wird hier eine Brownsche Bewegung postuliert.

## Kritik an der Random-Walk-Theorie
Die Signalanalyse mittels Zeitreihenanalyse von Indizes wie beispielsweise des DAX oder des Dow Jones Industrial Average zeigt, dass der Threshold kein weißes Rauschen ist.

### Zeitreihenanalyse des Threshold
Der Threshold ist nicht normalverteilt, sondern hat sogenannte „fette Verteilungsenden“, d. h., es besteht eine Leptokurtosis. Des Weiteren hat er keine quasi-konstante Amplitude: Es bestehen große Amplitudenschwankungen des Threshold, die sogenannte Volatilitätscluster bilden. Der Threshold ist eine Funktion des Rauschens mit Heteroskedastizität.
Eine gute Approximation des Thresholds ist indes durch die GARCH-Modelle gegeben. Allerdings gilt dies nur für die Vergangenheit, die Prognosefähigkeiten sind nicht besonders gut.

### Vergleich mit allgemeinen Ansätzen
ARMA-Modelle nach Box-Jenkins weisen nach Otto Loistl Best-Fit-Approximations-Ansätze für die meisten DAX-Werte auf, die der Random-Walk-Theorie nicht entsprechen, da diese Ansätze {\displaystyle ARMA(p,d,q)\cdot (P,D,Q)} nicht verschwindende {\displaystyle p,q} aufweisen.

## Andere Ansätze
Alternativ zur Random-Walk-Theorie kann der Kursverlauf mit Markow-Ketten approximiert werden, also dem Ansatz einer Funktion mit vollständiger Vergesslichkeit.